# Partido Comunista de Brasil
El Partido Comunista de Brasil (en portugués: Partido Comunista do Brasil), conocido por las siglas PCdoB, es un partido político brasileño cuyo código electoral es el 65. Está identificado con el color rojo y su símbolo es la hoz y el martillo.
Fue fundado en 1958 como un ala disidente aliada al estalinismo dentro del Partido Comunista Brasileiro (PCB), que, en aquella época, se oponía a las reformas defendidas por Nikita Jruschov durante el XX Congreso del Partido Comunista de la Unión Soviética en 1956. En 1962 el PCdoB surge como partido político tras una escisión en el seno del Partido Comunista Brasileño (PCB), suponiendo una de las primeras grandes rupturas en un partido comunista producidas tras la Ruptura Sino-Soviética.
Desde 2002 es aliado del Partido de los Trabajadores y de sus presidentes Lula da Silva y Dilma Rousseff, habiendo formado parte activa en la oposición al gobierno de Jair Bolsonaro (2018-2023). Su actual presidenta, Luciana Santos, es Ministra de Ciencia y Tecnología de Brasil desde el 1 de enero de 2023, formando parte del tercer gobierno de Lula da Silva.
Edita su prensa llamada A Classe Operária (La Clase Obrera) y la revista Princípios, internacionalmente, es miembro del Foro de São Paulo y movimiento estudiantil, organizado en base a la Unión de Juventudes Socialistas (UJS).

## Historia

### Origen
El nombre de Partido Comunista de Brasil fue utilizado por primera vez por el ex PCB, fundado el 25 de marzo de 1922 . Más tarde, el PCB cambió su nombre a Partido Comunista de Brasil. Cuando se hizo la división internacional en el movimiento comunista, a partir del XX Congreso del PCUS en 1956, el PCB rompió con dicho partido en el V Congreso en 1960, y esta ruptura llegado a la dirección del PCB, que apareció en la Conferencia Mantiqueira en 1943, con Mauricio Grabois, Pedro Pomar, Diógenes Arruda Casa y João Amazonas, entre otros. Esta división llevó a la creación del PC do B, que adoptó el nombre original de la PCB: Partido Comunista de Brasil. Cabe destacar que el PC do B, a pesar de ser una disidencia, siempre reivindicó ser la continuidad natural del PCB original, razón por la cual utiliza la fecha de fundación de aquel como suya, y afirma ser el partido más antiguo de Brasil. Su primer congreso, realizado en 1960, fue llamado 5º Congreso, para continuar la cronología del partido del que se originó.
La Quinta Conferencia Nacional Extraordinaria del Partido Comunista de Brasil se celebró el 18 de febrero de 1962, en Sao Paulo. Allí se reorganizó el partido, se adoptó la sigla PCdoB, y proclamó a sí mismos los herederos y sucesores legítimos del Partido Comunista - Sección Brasileña de la Internacional Comunista (PC-SBIC), lo que popularmente se conoce por la sigla PCB. Por lo tanto, adopta como fecha de su fundación el 25 de marzo de 1922. La conferencia contó con la participación de delegados de Guanabara, Sao Paulo, Río de Janeiro, Río Grande del Sur y Espírito Santo. Esta Conferencia, que tuvo la importancia de un Congreso por las cuestiones que resolvió, marcó la completa ruptura de los marxistas-leninistas con el llamado grupo revisionista de Luia Carlos Prestes, quien había, según ellos, usurpado la dirección partidista y transformado el Partido en una "organización kruschevista". A diferencia de la línea revisionista del V Congreso, la Conferencia aprobó el Manifiesto Programa, que trazó una línea revolucionaria; reintrodujo el Estatuto aprobado en el IV Congreso; aprobó una resolución sobre la unidad de los comunistas, firmando el principio de que en cada país sólo puede existir un único partido marxista-leninista; decidió reeditar "La clase obrera", ex órgano de prensa del Comité Central del Partido; se aprobó la ruptura con la Unión Soviética; y finalmente se eligió un nuevo Comité Central. Estas resoluciones históricas marca no sólo la ruptura completa y decisiva con los revisionistas, sino también el propósito de reorganizar la "verdadera vanguardia marxista-leninista en Brasil". Participado en esta Conferencia, João Amazonas, Mauricio Grabois, Ferreira Casa, Mário Alves, Jacob Gorender, Miguel Batista y Apolonio de Carvalho.

### La incorporación a la Acción Popular Marxista Leninista - APML (1975)
Después de los golpes duros de la represión y las numerosas bajas en la Guerrilla de Araguaia , el PCdoB perdió varias figuras importantes. En este periodo, de línea maoísta, el partido recibió el apoyo de la mayor parte de la Acción Popular (Izquierda Cristiana), un grupo sucesor de la izquierda católica, que se había unido al socialismo chino. Después de grandes debates internos, esa organización decidió incorporarse al PCdoB, reconstituyendo varios espacios que se habían perdido por las ausencia de grandes cuadros.

### La directriz maoísta (1962-1969)
Mientras que el PCB abandona definitivamente la figura de Stalin, el PCdoB mantuvo al exlíder soviético como una de sus referencias teóricas (al lado de Marx, Engels y Lenin). Al mismo tiempo, la crisis entre la Unión Soviética y China alcanzó su punto máximo cuando el líder chino Mao Zedong criticó el proceso de desestalinización que puso en marcha en la Unión Soviética, y acusó a Jruschov de las desviaciones "oportunistas" y "reformistas".
Como la dirección del PCB se mantuvo rígidamente fiel a Moscú, la división de Mao con el resto del movimiento comunista atrajo la simpatía del PCdoB, que envió emisarios a Beijing para formalizar la relación ideológica con las nuevas directrices ideológicas del Partido Comunista de China. Entre estos emisarios, fue el presidente exiliado del partido, João Amazonas, que fue recibido por el propio Mao Zedong. Desde entonces, el partido comenzó gradualmente a enfocarse en las posturas maoístas , considerando que sólo de China y Albania eran países comunistas, y el en el resto solo había un régimen revisionista y ninguna política más revolucionaria. Rápidamente esta postula les generó algunas diferencias con organizaciones locales y regionales.
Sin embargo, la adhesión al maoísmo incluyó un cambio en las estrategias seguidas por el PCdoB. Siguiendo el principio de la guerra popular prolongada, el PCdoB se comprometió a transferir sus militantes al campo, para la formación de un ejército campesino. Esta concepción de la lucha revolucionaria entró en contraste tanto con las tácticas tradicionales del PCB (que, fiel a la "vía pacífica", se opuso a la lucha armada contra la dictadura) como con el foquismo de las nuevas fuerzas como Acción Libertadora Nacional (ALN) y el Movimiento Revolucionario 8 de octubre (MR-8), que dieron prioridad a la guerrilla urbana como forma de lucha contra el gobierno militar establecido en 1964.
La adhesión definitiva del PCdoB al maoismo se dio recién en 1966, en su 6º Congreso. Al año siguiente, el grupo elaboró una declaración de apoyo a la Revolución Cultural que estaba en marcha en China. En 1966, el PCdoB sufrió dos divisiones internas: el Ala Roja PCdoB y el Partido Comunista Revolucionario (PCR).

### La guerrilla de Araguaia (1969-1976)
Desde 1966, el PCdoB buscaba la formación de un núcleo de guerrilla en el campo. La zona elegida para la irradiación de un futuro ejército campesino (siguiendo las líneas maoístas) fue la región sur de Pará, cerca de la frontera con Tocantins. Se estima que el partido reunió unos 70-80 guerrilleros con entrenamiento militar en la zona.
La columna guerrillera más eficaz del PCdoB (bajo el nombre de "guerrilla de Araguaia") estaba compuesta por estudiantes de la escuela secundaria o de la universidad, organizados en torno a la Unión Patriótica Juvenil (UJP, el brazo juvenil del partido), y profesionales trabajadores procedentes principalmente de Sao Paulo y Minas Gerais. Como tenía poca adhesión entre los locales, el partido creó la Unión por la Libertad y los Derechos de las Personas (ULDP), en cuyo manifiesto figura la base programática de la guerrilla.
En 1971, unidades del Ejército descubrieron la ubicación del núcleo guerrillero y se desplegaron a acordonar la zona, impidiendo su funcionamiento y un desplazamiento hacia el norte de la Amazonia. Las operaciones de represión a la guerrilla comenzaron en 1972, con tres expediciones militares que movilizaron a 25 mil soldados. Siendo repelidas las dos primeras, mientras que la tercera expedición logró derrotar a los últimos focos de resistencia. La mayor parte de los guerrilleros murieron en enfrentamientos con las fuerzas del Ejército, incluyendo a los líderes Osvaldão y Maurício Grabois, quienes murieron en un combate con el Ejército el 25 de diciembre de 1973. Finalmente, Araguaia significó una derrota en la organización del partido, a pesar de haber establecido el mito de la guerrilla, reconocida como la más efectiva experiencia de lucha armada contra la dictadura. La mayor parte de los muertos en la represión del régimen militar entre 1964 y 1979 fueron de militantes del PCdoB.

### El abandono del maoísmo (1976-1979)
Desde finales de la década de 1960, los militantes de Acción Marxista-Leninista (APML), un grupo derivado de la izquierda católica, había adoptado la ideología maoísta y se acercó al PCdoB. La fusión de los dos grupos se realizó en 1975, tras el fin de la lucha armada. PCdoB también atrajo a los graduados del Partido Comunista Brasileño Revolucionario (PCBR) y del Movimiento Revolucionario Ocho octubre (MR-8).
El 16 de diciembre de 1976, el DOI-Codi-SP allanó una casa en la calle Pio XI, de Sao Paulo, donde se había reunido el Comité Central del PCdoB asesinando en el lugar a Pedro Pomar y Angelo Arroyo, este último muerto en la tortura, y manteniendo como vida a Juan Bautista Drumond, hasta lograr la amnistía de los presos Wladimir Pomar (hijo de Pedro), Aldo Arantes , Haroldo Lima y Elza Monnerat (ambos graduados, PA). Este episodio se lo conoce como Masacre de Lapa. En un clima donde la oposición comenzaba a ganar fuerza, la prensa informó del crimen, que causó gran conmoción dentro y fuera de Brasil. La dirección del Partido, duramente golpeada, funcionó, hasta la amnistía, sobre la base de un núcleo en el exilio.
Años después, se descubrió que la operación había contado con la ayuda de un informante arrestado ese año, el líder del PCdoB Manoel Jover Teles (ex militante del PCBR), que fue expulsado del partido en 1983.
Despojado de sus cuadros dirigentes, el PCdoB comenzó a reagruparse con marcos procedentes de la AP y bajo el liderazgo personal de Juan Amazonas, junto con Diógenes Arruda. La muerte de Arruda (en 1979) dejó a Amazonas con el liderazgo máximo del PCdoB hasta su muerte.
El fracaso de las guerrillas campesinas y la nueva política adoptada por China tras la muerte de Mao en 1976, condujo al PCdoB a romper completamente con el maoísmo. En 1978, el partido siguió Enver Hoxha en su crítica a los líderes chinos, considerando a Albania como un país socialista, y como el último bastión del estalinismo.
Durante este período, una división interna del PCdoB llevó a la construcción de un nuevo partido, el Partido Revolucionario Comunista (PRC), dirigido por José Genoíno y Tarso Genro , quien más tarde se uniría al Partido de los Trabajadores (PT), dentro de la llamada Ala Roja.

### El camino hacia la legalización partidista (1979-1987)
La adopción de la línea albanesa no significó la radicalización de la política del PCdoB. En 1978, todos habían pasado a la acción institucional a través del Movimiento Democrático Brasileño (MDB), oposición moderada al gobierno militar. El PCdoB retomó su espacio parlamentario y eligió a sus primeros diputados bajo la clandestinidad.
En 1979, con la apertura política y la amnistía a los presos políticos, el PCdoB encontró un ambiente favorable para la penetración de los sindicatos y las organizaciones estudiantiles. João Amazonas regresó del exilio en 1979, y Diógenes Arruda murió de un ataque al corazón en su coche, mientras iba de camino a un acto político. La refundación de la UNE (1979), con Aldo Rebelo, marcó el comienzo del partido y su hegemonía en la política universitaria (que ha continuado desde entonces, excepto en el bienio 1987-1988). En 1984, el PCdoB fundó la Unión de la Juventud Socialista (UJS), su brazo juvenil.
En 1980, Prestes rompió con el PCB defendiendo "la reorganización del movimiento comunista del Partido Comunista" en la célebre Carta a los Comunistas. 
En el sindicalismo, el PCdoB adoptó inicialmente una política de alianza con el sindicato vinculado al PCB, adhiriéndose en 1983 a la Conclat , que también incluyó la moderación del partido. En ese momento, el partido se opuso a la Central de Trabajadores (brazo sindical del PT). En 1984, el PCdoB se integró al movimiento de las elecciones directas, Ahora (formados por todos los partidos de la oposición), y al año siguiente con la derrota de la enmienda Dante de Oliveira, buscó a Tancredo Neves tratando de convencerlo para embarcarse como candidato en colegio electoral, en la que coincidió con el PCB y MR8, que considera la aplicación decisiva para la democratización y la legalización de los partidos de izquierda en 1985. Cabe destacar que el PT se legalizó ya en 1980.
En las elecciones para la Asamblea Nacional Constituyente de 1987 , el PCdoB consiguió seis diputados, entre Haroldo Lima y Aldo Arantes. De éstos, tres fueron elegidos originalmente por la leyenda del PMDB, aliado con el que permaneció, como parte de la base de apoyo del gobierno de José Sarney.

### De 1987 al Programa Socialista de 1995
La crisis social y económica que siguió al Plan Cruzado (1987) llevó PCdoB a romper el PMDB. En su lugar, se buscó una relación cada vez más estrecha con el PT y el PSB. En 1988, los sindicalistas del PCdoB rompieron con la CGT y formaron la Unión Clasista, que luego se unió a los trabajadores de la Central Unitaria, la cual, actualmente esta conectada a la CTB.
En 1989, junto con el Partido Socialista Brasileño (PSB), el PCdoB respaldado la candidatura de Lula da Silva para presidente. La alianza con el PT para las elecciones presidenciales se repitió en las elecciones de 1994, 1998, 2002 y 2006, variando solo el candidato a la vicepresidencia.
Junto con el PT, el PCdoB también hizo una fuerte oposición al gobierno de Fernando Collor. En 1991, defendió su remoción, la cual se produjo en septiembre de 1992 tras grandes manifestaciones, que incluyeron la participación de sectores estudiantiles como el EPU, la Unión Brasileña de Estudiantes Secundarios (UBES) y la Unión Nacional de Estudiantes (UNE). En esa ocasión, se hizo hincapié en la conducción del propio Lindberg Farias, entonces presidente de la UNE y militante PCdoB.
Paralelamente a la adopción de una postura más radical internamente, el PCdoB comenzó a perder sus referencias externas. En 1990, un año después de la caída del muro de Berlín, también se derrumbó el régimen de Albania y con ella el estalinismo entró en crisis. El principal reflejo de estos cambios fue la decisión del PCdoB de dejar de citar a Stalin como uno de los "clásicos" del marxismo. Decisión tomada en su 8º congreso, celebrado en 1992, con el lema "El Socialismo Vive".
Esta decisión abrió ideológicamente el partido y permitió la incorporación de nuevos militantes. El PCdoB además reanudó vínculos con Cuba. En 1995, en su 8ª conferencia, el partido aprobó su "Programa Socialista". Varios intelectuales comunistas anteriormente unidos al PCB (como Nelson Werneck Sodré y Edgard Carone) se acercaron al PCdoB.
En este período, con la caída del campo socialista en el este europeo, el PCdoB pasó a considerar la vigencia de una fase de "defensiva estratégica", o sea, un período de retracción de las ideas socialistas y de necesidad de acumulación de fuerzas para avanzar a una etapa de ofensiva.

### El Programa Socialista de 2009
En su 12º Congreso Nacional, el Partido Comunista de Brasil (PCdoB) aprobó el nuevo Programa Socialista de Brasil titulado "El fortalecimiento de la Nación es el camino, el socialismo es el curso" donde el partido presentó el "Programa Nacional del Nuevo Desarrollo" (NPND) para Brasil. En este programa, se presentó las reformas necesarias para la transición de un Brasil capitalista hacia un Brasil socialista, hacia una sociedad comunista.

### De la defensiva estratégica al Partido Comunista de masas
El PCdoB, desde el principio, defendió la formación de un frente de izquierda para lanzar a Lula da Silva como candidato a la Presidencia de la República, apoyando al PT en las elecciones de 1989, 1994, 1998, 2002 y 2006. Aliado al PT nacionalmente en la mayoría de los estados del país, el PCdoB registró un ligero aumento de su representación política, lo suficiente como para mantener una banca permanente en la Cámara de representantes (5 representantes en 1990; 10 en 1994, 7 en 1998; 12 en 2002; 13 en 2006, etc). En el año 2000, el PCdoB eligió a su primer alcalde, Luciana Santos, en Olinda (Pernambuco). Desde 2001, el grupo llegó a ser presidido por Renato Rabelo (exmilitante AP), que sucedió a John Amazonas, fallecido al año siguiente, a los 90 años de edad.
Con la victoria de Lula en 2002, el PCdoB, por primera vez se convirtió en parte del gobierno federal, ocupando la Secretaría de Deportes con Agnelo Queiroz. Esta participación se amplió en 2004 con el nombramiento de otro adjunto, Aldo Rebelo, para la coordinación de la política del gobierno (lo que dejaría al año siguiente para volver al Congreso). El PCdoB también consiguió la participación en el Senado. En 2005 el partido obtiene la Presidencia de la Cámara Federal con el diputado Aldo Rebelo, tras la renuncia de Severino Cavalcanti (PP-PE). El 16 de noviembre de 2002, Aldo Rebelo asumió por un día la Presidencia de la República.
En 2006, Inácio Arruda fue elegido senador por Ceará, con casi dos millones de votos. El primer senador comunista después de Luis Carlos Prestes, en 1946.
A pesar de que crítico de la política económica del gobierno de Lula, el PCdoB mantuvo su apoyo al PT hasta la fecha. En 2006, el PCdoB formalizó su participación de la alianza por la reelección del presidente Lula.
A finales de 2007 funda, junto con el Partido Socialista Brasileño (PSB) y otras agrupaciones independientes en el movimiento sindical, la Central de los Trabajadores de Brasil - CTB.
El PCdoB fue sede del 10ª Encuentro Internacional de Partidos Comunistas y Obreros, realizados entre el 21 al 23 de noviembre de 2008, reuniendo 65 partidos comunistas y obreros de todo el mundo, hasta la fecha un hecho sin precedentes en América Latina.
También este año tiene su mayor ampliación en las elecciones municipales, eligiendo a 40 alcaldes, entre ellos Edvaldo Nogueira, en Aracaju, y en otras ciudades como Olinda (PE), Juazeiro da Bahia y Maranguape (CE).
En 2005, realizó su XI Congreso y reformulo su estatuto, entre otras innovaciones admitiendo por primera vez la distinción entre "afiliado" y "militante" -en este caso, sería sólo afiliado el que contribuye a las finanzas del Partido y cumple sus obligaciones partidistas-. Este movimiento es visto como un paso hacia la masificación del Partido Comunista de Brasil.
En 2015, durante la X Conferencia Nacional, la militante, Luciana Santos fue elegido presidente del partido.

## Autoridades

### Presidentes Nacionales del PCdoB
| N.º | Secretario        | Secretario     | Mandato | Mandato     |
| N.º | Secretario        | Secretario     | Inicio  | Fin         |
| --- | ----------------- | -------------- | ------- | ----------- |
| 1   | Bandera de Brasil | João Amazonas  | 1962    | 2001        |
| 2   | Bandera de Brasil | Renato Rabelo  | 2001    | 2015        |
| 3   | Bandera de Brasil | Luciana Santos | 2015    | en el cargo |

## Congresos Nacionales
- V Congreso - celebrado en septiembre de 1960
- VI Congreso - celebrado en 1983
- VII Congreso - celebrado en mayo de 1988
- XVII Congreso - celebrado entre el 3 a 8 de febrero de 1992
- IX Congreso - celebrado entre el 13 al 15 de octubre de 1997
- X Congreso - celebrado entre el 9 al 12 de diciembre de 2001[25]
- XI Congreso - celebrado entre el 20 al 23 de octubre de 2005
- XII Congreso - celebrado entre el 5 a 8 de noviembre de 2009
- XIII Congreso - celebrado entre en noviembre de 2013
- XIV Congreso - celebrado entre el 17 y 19 de noviembre de 2017[26][27]

## Facciones
Partido Comunista Revolucionario - PCR (1966)
El Partido Comunista Revolucionario - PCR fue una división interna del PCdoB que se produjo en 1966, cuatro años después de la reorganización del Partido Comunista de Brasil. Fue formado por algunos militantes del movimiento estudiantil y algunos activistas de las Ligas Campesinas.
Entre sus fundadores se encuentran Manuel Lisboa y Amaro Luís de Carvalho. Las Carta 12 puntos a la Revolución Comunista, de mayo de 1966, formalizaron la ruptura con el partido creado por João Amazonas.
En 1968, el PCR ya tenía su programa y su estatuto, así como la definición de sus consejos Nacional, Regional, de Lucha Obrera y de Lucha Estudiantil. Su línea fue la Guerra popular prolongada, es decir, cercar las ciudades desde el campo, y el noreste definida como la mejor zona para desencadenar la lucha.
Ala Roja del PCdoB - favorable a la táctica foquista (1966)
El Ala Roja fue otra de las divisiones que surgieron del Partido Comunista de Brasil (PC do B) en 1966. El ala, sin embargo, sería solamente emergente en 1967, después de la Conferencia en junio de 1966, que abogaba por "la Unión de Brasil" para librar al país de la dictadura y la amenaza neocolonialista. Red Wing, su nombre en inglés, también fue formado por miembros de la ligas campesinas y los miembros del movimiento estudiantil brasileño .
La sistematización del programa del Ala era la negación de las resoluciones contenidas en la "Unión de los Brasileiros". El texto presentado por Ala se llamaba "Organizar un partido de nuevo tipo en función de la lucha armada". La organización estuvo presente en más Estados que el PCR: Río de Janeiro, São Paulo, Rio Grande do Sul, Minas Gerais, Espírito Santo y Brasilia. El Ala Roja de Brasil tuvo una evaluación política similar a la PCdoB, pero en algunos puntos tenido diferencias significativas, especialmente en el énfasis en la naturaleza capitalista de la economía de Brasil.
Esta organización también inició la lucha armada, e incluso fue parte del frente armado, que se compone de las siguientes organizaciones: Acción Libertadora Nacional (ALN), Vanguardia Popular Revolucionaria (VPR) y Partido Comunista Brasileño Revolucionario (PCBR).
Partido Revolucionario Comunista - PRC (1979)
El Partido Revolucionario Comunista (PRC) era una división del PCdoB que se produjo en 1979. Esta organización política brasileña se desempeñó desde 1980 hasta 1989, y participó en la fundación del Partido de los Trabajadores (PT) al lado de Ala Roja.
Sus principales líderes fueron José Genoíno que se convirtió en presidente del PT, y Tarso Genro, que ocupó los ministerios del gobierno Lula y asumió temporalmente la presidencia del partido con la caída de la crisis Genoíno Mensalão .
Hoy en día, que funciona como una tendencia interna del PT, con el nombre de Democracia Radical (DR); que es el resultado de una fusión con otra tendencia interna del Partido de los Trabajadores y Corriente Marxista .

## Frentes de Actuación
El PCdoB actúa en diversos frentes:
- Juventud - UJS - Unión de la Juventud Socialista
- Mujeres - UBM - Unión Brasileña de las mujeres
- Negro - UNEGRO - Unión de negros y negras para la Igualdad
- Unión - CTB - Central de los Trabajadores de Brasil
- La reforma agraria - MLT - Lucha Movimiento por la Tierra
- Movimiento Comunidad - CONAM - Confederación Nacional de Asociaciones de Vecinos
- Medio Ambiente - INMA - Instituto Nacional para el Medio Ambiente
- Mundial de la Paz - Cebrapaz - Centro Brasileño de Solidaridad de los Pueblos en Lucha por la Paz
- Deporte - Asociación Deportiva Araguaia

## Personalidades destacadas
- Aldo Rebelo
- João Amazonas
- Jorge Mautner
- Leci Brandão
- Martinho da Vila
- Maurício Grabois
- Nasi (Cantante)
- Vanessa Grazziotin
- Flávio Dino

## Elecciones

### Elecciones presidenciales
| Año  | Fórmula                   | Primera vuelta | Primera vuelta | Segunda vuelta | Segunda vuelta | Resultado | Nota                                 |
| Año  | Fórmula                   | votos          | %              | votos          | %              | Resultado | Nota                                 |
| ---- | ------------------------- | -------------- | -------------- | -------------- | -------------- | --------- | ------------------------------------ |
| 1989 | Luiz Inácio Lula da Silva | 11,622,673     | 16.08 %        | 31,076,364     | 46.97 %        | No electo | Frente Brasil Popular                |
| 1994 | Luiz Inácio Lula da Silva | 17,122,127     | 27.04 %        |                |                | No electo | Frente Brasil Popular                |
| 1998 | Luiz Inácio Lula da Silva | 21,475,211     | 31.7 %         |                |                | No electo | Unido el Pueblo Cambia Brasil        |
| 2002 | Luiz Inácio Lula da Silva | 39,436,099     | 46.4 %         | 52,772,475     | 61.3 %         | Sí electo | Lula Presidente                      |
| 2006 | Luiz Inácio Lula da Silva | 46,662,365     | 48.6 %         | 58,295,042     | 60.8 %         | Sí electo | La Fuerza del Pueblo                 |
| 2010 | Dilma Rousseff            | 47,651,434     | 46.91 %        | 55,752,529     | 56.05 %        | Sí electo | Para seguir cambiando Brasil         |
| 2014 | Dilma Rousseff            | 43,267,668     | 41.59 %        | 54,501,118     | 51.64 %        | Sí electo | Alianza Con la fuerza del Pueblo     |
| 2018 | Fernando Haddad           | 31 342 005     | 29.28 %        | 47 040 906     | 44.87 %        | No electo | El Pueblo Feliz de Nuevo             |
| 2022 | Luiz Inácio Lula da Silva | 57 259 504     | 48.43 %        | 60 264 067     | 50.90 %        | Sí electo | Federación Brasileña de la Esperanza |

### Elecciones al congreso
| Año  | Votos     | %     | Diputados | Senadores | Nota |
| ---- | --------- | ----- | --------- | --------- | ---- |
| 1986 | 297,237   | 0,6 % | 3/513     | 0/81      |      |
| 1990 | 352,049   | 0,9 % | 5/513     | 0/81      |      |
| 1994 | 562,121   | 1,2 % | 10/513    | 0/81      |      |
| 1998 | 869,293   | 1,3 % | 7/513     | 0/81      |      |
| 2002 | 1,967,833 | 2,2 % | 12/513    | 0/81      |      |
| 2006 | 1,982,323 | 2,1 % | 13/513    | 1/81      |      |
| 2010 | 2,748,290 | 2,8 % | 15/513    | 2/81      |      |
| 2014 | 1.913.015 | 2.0 % | 10/513    | 1/81      |      |
| 2018 | 1.329.575 | 1.4 % | 9/513     | 0/81      |      |